# Kulladals FF
Kulladals FF, förkortat KFF, är en svensk fotbollsklubb från stadsdelen Kulladal i Malmö. Dess hemmaplan är Kulladals IP, som är ett idrottsområde med en gräsplan, konstgräsplan samt inomhushall. Föreningen är moderklubb för Stefan Schwarz, Stig Isgren och Ingvar Svahn.

## Historik
Kulladals FF bildades den 24 april 1938 under ett möte i Mangelfabrikens berså i Kulladal. I detta möte deltog Bertil Ekwall, Robert Jeppsson, Stig Johansson, Sven Kronström, Sven Larsson, Sixten Moberg, Knut Nilsson, Lars-E Nilsson, Börje Norsell, Bertil Olsson, Arne Persson. Folke Persson, Lennart Persson, Per Persson och Stig Svensson.
2013 spelade Kulladal i division 4 södra Skåne, där man slutade på nionde plats. Detta medförde ett återkval där man i ett dubbelmöte slog SoGK Charlo från Svarte med sammanlagt 9–5. Därmed spelade man även 2014 i division 4. 2017 spelade man i division 3 och slutade på en 3:e plats.
2022 slutade Kulladal på sjunde plats i division 4 södra Skåne. Även 2023 spelade Kulladal i division 4 södra.